# Carex montis-wutaii
Espèce
Classification phylogénétique
Carex montis-wutaii est une espèce des plantes du genre Carex et de la famille des Cyperaceae.